# Bobby Brown (zenész)
Bobby Brown, Robert Barisford  Brown (Boston, Massachusetts 1969. február 5. –) Grammy-díjas amerikai énekes, dalszerző, rapper, táncos és színész. Whitney Houston volt férje.
Brown karrierje 1978-ban kezdődött a New Edition nevű R&B csapattal, majd hosszas hallgatás után szólókarrierbe kezdett, azonban a sikert az 1988-ban megjelent Don't Be Cruel című album hozta meg számára, melyről számos dal is sláger lett. Többek között a My Prerogative és az Every Little Step című dalok. Utóbbiért Grammy díjat is kapott. 1986 és 1993 között Brown slágerei a Billboard listák első tíz helyezettjei között szerepeltek.
Bobby Brown felesége 1992 és 2007 között Whitney Houston (1963-2012) volt, akitől egy gyermeke született Bobby Kristina Brown (1993–2015) A pár szerepelt Bobby valóságshowjában is a Baing Bobby Brown címűben.

## Gyermekkora
Brown Bostonban született Carole Elizabeth tanárnő, és Herbert James Brown építőmunkás gyermekeként egy 6 gyermekes családba. Brown gyermekkorát a Roxbury Orchard Park lakónegyedében töltötte. Templomi kórusban énekelt, és rajongott James Brown zenéjéért. Ekkor döntötte el, hogy énekes lesz.

## Zenei karrierje

### New Edition
Brown 9 éves volt, amikor a New Edition nevű zenekart megalapította gyerekkori barátaival Michael Bivins-szel, Ricky Bellel, Travis Pettus-szal, és Corey Rackley-vel, akik mind a Orchard Parkban laktak. Rackley azonban elhagyta a csapatot és helyére Ralph Tresvant érkezett. Később Pettus is távozott, és történtek tagcserék. 1982-ben menedzserük Brooke Payne ragaszkodott hozzá, hogy unokaöccse Ronnie DeVoe is tagja legyen a csapatnak.
Több tehetségkutató műsorban felléptek, majd Maurice Starr labelje alatt megjelent első albumuk Candy Girl címmel, mely egy pillanat alatt milliós eladott példányszámú albumnak minősült. Az album címadó dala, valamint több kisebb sláger Mr. Telefon Man, Cool It Now című is elért sikereket.
A sikerek ellenére azonban Brown úgy érezte, hogy nagyobb figyelmet fordítanak a többi New Edition tagra, főleg Ralp Tresvant-ra, aki a turnék közben Brown helyébe lép a színpadon. Brown még két albumon szerepelt mielőtt kilépett volna 1986-ban. Később Brown azt nyilatkozta, hogy a menedzser és az emberek úgy kezelték őket, mint a kis rabszolgákat, akik termelik a pénzt nekik. Ebből egy kis vitája támadt, és kirúgták az együttesből. Mások viszont azt mondják, hogy Brown önszántából lépett ki az együttesből. A VH-1 Behind The Music dokumentumfilmjében Brown azt állította, hogy a csapat szavazta ki a menedzsmenten keresztül.

### Szólókarrier
Brown New Edition beli távozása után aláírt egy szerződést az MCA lemezcéggel, akik korábban ígérték neki, hogy ha úgy dönt, hogy elhagyja a New Edition zenekart, segítenek neki szólókarrierje beindításában. Ebben Steven Machat segített neki, aki korábbi csapatával is dolgozott. 1986-ban megjelent Brown első szólólemeze King Of Stage címmel, melyről az első dal a Girlfriend című sláger lett, azonban az album nem volt túl sikeres.
1988-ban megjelent Brown második szólóalbuma Don't Be Cruel címmel, melyről az Every Little Step, és a My Prerogative lett sláger. Az albumon olyan dalszerzők dolgoztak, mint Louil Silas Brown, L.A. Reid, Teddy Riley és Babyface. Az album felkerült a Billbord 100-as albumlistájára is, és az eladások elérték a 12 millió darabot. Ezáltal világszerte az 1989-es év legjobban fogyó lemeze lett. Az Every Little Step című dal Grammy-díjat kapott a legjobb R&B dal kategóriában 1990-ben.
1989-ben tovább folytatódott zenei karrierje, és az ebben az évben bemutatott "Szellemirtók 2." című film zenéjének két dalát ő készítette, és szerepelt is a filmben. A legnagyobb sláger azonban az On Our Own című lett, mely slágerlistás 2. helyezést is elért. Ebben az évben megjelent remixalbuma Dance!...Ya Know It! címmel, mely eddigi dalainak remixeit tartalmazta. Brown egy 120 napos világkörüli turnén népszerűsítette a Don't Be Cruel albumát 1988-ban. Néhány helyszínen néhai csapata a New Edition volt az előzenekara. A turné 1991-ben fejeződött be. Az 1990-re tervezett Mistical Magic című albuma ismeretlen okból sosem került kiadásra, és Brown koncertjein törvénybe ütköző túlzott szexuális megnyilvánulásai miatt rajongói elítélték. 1990-ben Glenn Medeiros-szal közösen megjelent a She Ain't Worth It című kislemez, mely a Billboard lista 1. helyén végzett. 1991-ben Ralph Tresvant-tal, aki a New Edition tagja, és barátja felvették a Stone Cold Gentleman című dalt, mely Top 5 sláger lett az R&B slágerlistán, valamint az egyik Babyface dal, a Tender Lover remixeit készítették el ugyanebben az évben.
Brown következő szólólemeze 1992-ben jelent meg Bobby címmel, mely a new jack swing stílus jegyében íródott. Brown nem túl nagy sikereket remélt az albumtól, azonban a lemezről így is három sláger született. Humpin' Around, Get Away, és a Good Enough című. Az albumból 3 millió példány kelt el.
1992-ben Brown elvette Whitney Houston énekesnőt feleségül, majd megjelent közös daluk a Something In Common' című kislemez is. Negyedik szólólemeze 1997-ben jelent meg Forever címmel, azonban az elmaradt promóció miatt az album nem lett túl sikeres, csupán egyetlen dal jelent meg kislemezen a Feeling Inside azonban ez a dal sem jutott fel slágerlistára.
Brown 4. albumának megjelenése előtt tárgyalásokat folytatott Tupac Shakurral, hogy lemezeit a Makaveli kiadónál jelentesse meg, azonban Tupac halála miatt ez meghiúsult. Brown 4. albumának megjelenése után csak 2002-ben szerepelt a nyilvánosság előtt Ja Rule-val megjelent közös dalával a Thug Lovin' cíművel. Brown új szerződést írt alá a Murder Inc. Records kiadóval, azonban ez az együttműködés nem volt hosszútávú. 2005-ben dolgozott együtt Bob Marley legkisebb fiával Damian Marleyvel a Beautiful című dalon, mely a Welcome To Jamrock című albumon található.
2010-ben Brown Macy Gray-vel közösen dolgozott, és közreműködött Real Love című dalában, mely az énekesnő The Sellout című albumára is rákerült. Macy nyilatkozott az Essence magazinnak, ahol elmondta, hogy Brown eljött a stúdióba, mert nem él messze, és elkészült a felvétel két óra alatt, valamint azt is, hogy: " az ő 1 éves fia az én keresztfiam. Menyasszonya pedig az egyik legjobb barátom az egész világon."
Brown 5. albuma 2012. június 5-én jelent meg The Masterpiece címen. Az album a 41. helyen debütált az R&B slágerlistán.

## New Edition összejövetelek
Brown az 1990-es MTV Video Music Awards díjkiosztó gálán összeállt korábbi csapatával a New Editionnel, majd 1991-ben közreműkdötek Bell Biv DeVoe Word To The Mutha című kislemezén is, 1996-ban immár közösen Brown-nal új New Edition album került kiadásra, a Home Again című, melyről két sláger a Hit Me Off, és a You Don't Have To Worry című dalok lettek slágerek. Azonban az 1997-es turnén problémák adódtak Brown alkohol, és kábítószer függősége miatt, melyet Brown később elismert.
2005-ben a BET 25. évfordulóján Brown ismét találkozott a New Edition tagjaival. A közönség pozitívan fogadta őket. 2009-ben Michael Jackson halálát követően a csapat újra találkozott, és egy egyveleggel tisztelegtek az elhunyt előtt. Ez az előadás felvetette az újbóli közös munkát, hogy a csapat újra együtt dolgozhasson. Ennek eredményeképpen 2016-ban Brown a New Editionnal közösen dolgozik.

## Film, és Televíziós karrier
Brown színészként az 1989-ben bemutatott Szellemirtók II című filmben debütált, mint portás. A következő évben megjelent a Mother Goose Rock 'n' Rhyme című zenés film, melyet a HBO csatorna, később a Disney Channel is bemutatott. 1995-ben a Panther című filmben, illetve egy Martin Lawrence filmben, az A Thin Life Between Love And Hate címűben szerepelt, illetve még négy filmben játszhatott a Gang Of Roses, Nora's Hair Salon és a Go For Broke, Two Can Play That Game címűekben.
2005-ben Brown aláírt egy szerződést a Bravo amerikai televíziós csatornával saját valóságshowjának a Being Bobby Brown címűnek a sugárzására. Meg kellett győznie a producereket, hogy felesége Whitney Houston meg fog jelenni a forgatásokon. A show egy szezonon át volt adáson, a második szezont azonban már nem forgatták le, mivel Whitney Houston nem volt hajlandó megjelenni a forgatásokon. A műsor véget ért, azonban a nézők által nem volt sikeres.
2007 júniusában Brown részt vett az ITV televíziós sorozat 24 hours with...című talk showban, ahol 24 órán át kérdezik az embert, és közben be van zárva egy szobába. A show házigazdája Jamie Campbell karrierjéről, magánéletéről faggatta Brownt, aki mérges lett a túlzásba vitt magánéleti, szexuális kérdésektől, és veréssel fenyegette meg a házigazdát, hogy majd élő showban megveri. Brown később még három valóságshowban szerepelt, úgy mint a Real Husbands Of Hollywood, Celebrity Fit Club, és a Gone Country.

## Magánélete

### Család és kapcsolatok
Brownnak hét gyermeke van. A legidősebb Landon, 1986 körül született, anyja Melika Williams. Kim Wardtól két gyermeke született La'Princia (1989) és fia, Bobby Jr (1992–2020). Kim és Bobby kapcsolata 1991-ben véget ért, miután kiderült, hogy Brown megcsalta két hónapos terhes barátnőjét Whitney-vel.
Brown először a Soul Train Music Awards kiosztóján találkozott Whitney Houstonnal. 1989-ben szoros barátság kezdődött közöttük. Brown meghívta 20. születésnaspjára is a művésznőt. 1992-ben Brown házassági ajánlatot tett Whitneynek, majd 1992. március 4-én összeházasodtak. Lányuk Bobbi Kristina Brown 1993-ban született. Közös slágerük lányuk születésének apropójából született a Something Common című dal.
A 14 év házasság alatt rendszeressé vált a családon belüli erőszak és hűtlenség közöttük, valamint a folyamatos kábítószer használat is. A Mad TV-ben ki is parodizálták a párt, úgy mint Brown a féltékeny, családját bántalmazó popsztárt, akit Aries Spears alakított, valamint feleségét is, akit Debra Wilson alakított. 2006-ban Houston beadta a válókeresetet, majd április 24-én 2007-ben el is váltak. A lánya feletti felügyeleti jogot természetesen Houston kapta meg, az akkor 14 éves lányra. Bobbi Kristina 2015 januárjában halt meg, három évvel anyja halála után.
Brown jelenlegi felesége Alicia Etheredge, akitől Cassius nevű fia és két lánya született. Brown harmadik gyereke, ifjabb Bobby Brown 2020. november 18-án meghalt.

## Diszkográfia
- New Edition diszkográfia
- Bobby Brown-diszkográfia

## Turnék
- Heartbreak Tour (featuring Al B. Sure! & New Edition) (1988)
- Don't Be Cruel Tour (1988–90)
- Japan Tour (1991)
- Humpin' Around World Tour (1992–94)
- New Edition Reunion Tour (1996)
- "Heads of State tour" (2007-2014)

## További információ
- Bobby Brown a Facebookon
- Bobby Brown az Internet Movie Database-ben (angolul)